# Многовид Калабі — Яу
Простір Калабі — Яу (многовид Калабі — Яу) — компактний комплексний многовид з келеровою метрикою, для якої тензор Річчі рівний нулю.
Комплексним {\displaystyle n}-вимірним простором Калабі — Яу є {\displaystyle 2n}-вимірний ріманів многовид з річчі-плоскою метрикою і з введеною симплектичною структурою.
Названо по іменах математиків Еудженіо Калабі і Яу Шінтана.

## Приклади і класифікація
В одновимірному випадку будь-який простір Калабі — Яу є тором {\displaystyle \mathbf {T} ^{2}}, який розглядається як еліптична крива.
Всі двовимірні простору Калабі — Яу є тори {\displaystyle \mathbf {T} ^{4}} і так звані K3-поверхні. Класифікація в великих розмірностях не завершена, в тому числі в важливому тривимірному випадку.
Дзеркально-симетричний {\displaystyle M'} многовид для многовиду {\displaystyle M} Калабі-Яу має симплектичні властивості, які перетворюються у алгебро-геометричні властивості початкового, та навпаки. В рамках теорії Ходжа це значить, що
{\displaystyle h^{p,\,q}(M)=h^{\mathbb {C} -p,\,q}(M').}
Тут {\displaystyle h^{p,q}} — розмірності просторів {\displaystyle (p,q)}-диференціальних форм — розташовані так, щоб координати {\displaystyle (p,q)} утворювали сторони ромба, який називається ромбом Ходжа (див. Гомологічна дзеркальна симетрія). Іншими словами, ромби Ходжа {\displaystyle M} та {\displaystyle M'} трансформуються один в одного поворотом на {\displaystyle 90^{\mathrm {o} }} (звідси й назва «дзеркальна симетрія»).

## Використання в теорії струн

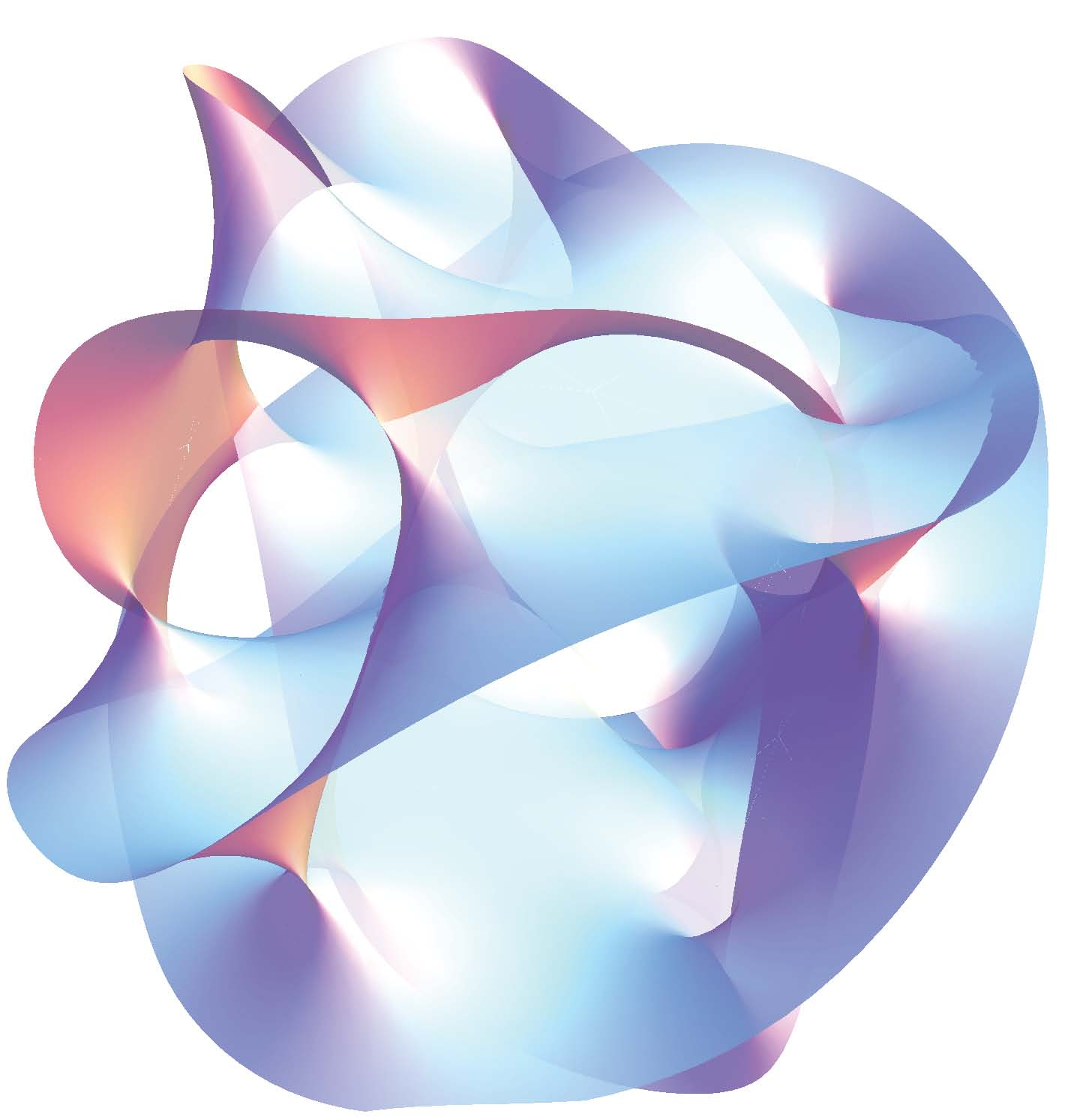
Двовимірна проєкція тривимірної візуалізації простору Калабі — Яу

В теорії струн використовуються тривимірні (з дійсною розмірністю 6) многовид Калабі — Яу, що є шаром компактифікації простору-часу, так що кожній точці чотиривимірного простору-часу відповідає простір Калабі — Яу.
Відомо більш ніж 470 мільйонів тривимірних просторів Калабі — Яу , які задовольняють вимогам до додаткових вимірів, що випливають з теорії струн.
Однією з основних проблем теорії струн є така вибірка із зазначеної підмножини тривимірних просторів Калабі — Яу, яка давала б найбільш адекватне обґрунтування кількості і складу всіх відомих частинок. Феномен свободи вибору просторів Калабі — Яу і виникнення в зв'язку з цим в теорії струн величезної кількості помилкових вакуумів відомий як проблема ландшафту теорії струн. При цьому, якщо теоретичні розробки в цій області призведуть до виділення єдиного простору Калабі — Яу, що задовольняє всім вимогам для додаткових вимірів, це стане дуже вагомим аргументом на користь істинності теорії струн .